# Zasada (Białoruś)
Zasada (biał. Засада; ros. Засада) – dawny chutor na Białorusi, w obwodzie grodzieńskim, w rejonie szczuczyńskim.
W latach 1921–1939 wieś należała do gminy Berszty, w powiecie grodzieńskim województwa białostockiego.
Według Powszechnego Spisu Ludności z 1921 roku ówczesny zaścianek zamieszkiwało 56 osób, wśród których 1 było wyznania rzymskokatolickiego, a 55 prawosławnego. Jednocześnie 55 mieszkańców deklarowało białoruską przynależność narodową, a 1 polską. Było tu 9 budynków mieszkalnych.